# Gates Orientais
Os Gates Orientais (em inglês:  Eastern Ghats, em telugo:  తూర్పు కనుమలు, Toorpu Kanumalu, tâmil: கிழக்குத் தொடர்ச்சி மலைகள்) são uma cordilheira descontínua na costa leste da Índia. Estendem-se ao longo de 1500 km, de Bengala Ocidental a norte, até Tâmil Nadu no sul, percorrendo ainda os estados de Orissa e Andra Pradexe. Erodidos e cortados pelos quatro grandes rios da Índia meridional (Godavari, Mahanadi, Krishna e Kaveri), os Gates Orientais separam o planalto do Decão da planície costeira do golfo de Bengala. O pico mais alto é o Arma Konda, com 1680 m de altitude.
Geologicamente, os Gates Orientais são mais antigos que os Gates Ocidentais e têm uma história complexa, relacionada com a formação e posterior desintegração do antigo supercontinente Rodínia e a formação do supercontinente Gondwana. Oa Gates Orientais são compostos por charnockitos, granito, gnaisse, khondalitos, gneisses metamórficos e formações de quartzito. A estrutura inclui cavalgamentos e falhas horizontais por toda a cordilheira. Calcário, bauxite e minério de ferro encontram-se nas montanhas.